# Campionat britànic de motocròs 1964
La temporada de 1964 del Campionat britànic de motocròs, anomenat a l'època ACU Scramble Drivers' Star, fou la 13a edició d'aquest campionat, organitzat per l'ACU.

## Classificació final

### 500cc
| Posició | Pilot           | Motocicleta  | Punts |
| ------- | --------------- | ------------ | ----- |
| 1       | Jeff Smith      | BSA          | 27    |
| 2       | Vic Eastwood    | Matchless    | 18    |
| 3       | Chris Horsfield | Matchless    | 13    |
| 4       | Arthur Lampkin  | Cotton       | 12    |
| 5       | Derek Rickman   | Metisse      | 10    |
| 6       | Keith Hickman   | BSA          | 6     |
| 7       | Ron Preston     | BSA          | 6     |
| 8       | Brian Nadin     | Lito Metisse | 6     |
| 9       | Don Rickman     | Metisse      | 5     |
| 10      | Mick Curtis     | Matchless    | 4     |

### 250cc
| Posició | Pilot           | Motocicleta | Punts |
| ------- | --------------- | ----------- | ----- |
| 1       | Dave Bickers    | Greeves     | 32    |
| 2       | Alan Clough     | Greeves     | 22    |
| 3       | Ernie Greer     | Dot         | 15    |
| 4       | Malcolm Davis   | Greeves     | 14    |
| 5       | John Done       | Dot         | 6     |
| 6       | Freddie Mayes   | James       | 6     |
| 7       | Chris Horsfield | James       | 6     |
| 8       | Alan Lampkin    | Cotton      | 5     |
| 9       | Tony Sharp      | Greeves     | 4     |
| 10      | Brian Nadin     | Dot         | 3     |